# David Greene (atleta)
David Thomas Greene, detto Dai (Llanelli, 11 aprile 1986), è un ostacolista e velocista britannico, campione mondiale dei 400 metri ostacoli a Taegu 2011.

## Palmarès
| Anno                                  | Manifestazione          | Sede       | Evento   | Risultato  | Prestazione | Note                                     |
| ------------------------------------- | ----------------------- | ---------- | -------- | ---------- | ----------- | ---------------------------------------- |
| In rappresentanza della Gran Bretagna |                         |            |          |            |             |                                          |
| 2005                                  | Europei juniores        | Kaunas     | 400 m hs | Argento    | 51"14       |                                          |
| 2007                                  | Europei under 23        | Debrecen   | 400 m hs | Oro        | 49"58       | Miglior prestazione personale            |
| 2009                                  | Mondiali                | Berlino    | 400 m hs | 7º         | 48"68       |                                          |
| 2009                                  | Mondiali                | Berlino    | 4×400 m  | Argento    | 3'00"53     | [ 1 ]                                    |
| 2010                                  | Europei                 | Barcellona | 400 m hs | Oro        | 48"12       | Miglior prestazione personale stagionale |
| 2011                                  | Mondiali                | Taegu      | 400 m hs | Oro        | 48"26       |                                          |
| 2012                                  | Giochi olimpici         | Londra     | 400 m hs | 4º         | 48"24       |                                          |
| 2012                                  | Giochi olimpici         | Londra     | 4×400 m  | 4º         | 2'59"53     | Miglior prestazione personale stagionale |
| 2013                                  | Mondiali                | Mosca      | 400 m hs | Semifinale | 49"25       |                                          |
| 2018                                  | Europei                 | Berlino    | 400 m hs | Batteria   | dns         |                                          |
| In rappresentanza del Galles          |                         |            |          |            |             |                                          |
| 2010                                  | Giochi del Commonwealth | Delhi      | 400 m hs | Oro        | 48"52       |                                          |
| 2014                                  | Giochi del Commonwealth | Glasgow    | 400 m hs | Batteria   | 50"36       |                                          |

## Altre competizioni internazionali
2010
- Oro in Coppa continentale ( Spalato), 400 m hs - 47"88

2011
- Vincitore della Diamond League nella specialità dei 400 m hs (16 punti)